# Ford Foundation Building
El Ford Foundation Building (también conocido como 321 East 42nd Street, 320 East 43rd Street, o el Ford Foundation Center for Social Justice ) es un edificio de oficinas de 12 pisos en East Midtown Manhattan en Nueva York (Estados Unidos). Diseñado por el arquitecto Kevin Roche y el socio de ingeniería John Dinkeloo en el estilo modernista tardío, el edificio fue uno de los primeros que produjo Roche-Dinkeloo después de que se convirtieran en directores de la firma de Eero Saarinen.
El edificio consta de un cubo de vidrio y acero sostenido por pilares de hormigón y revestidos con granito Dakota. La entrada principal se encuentra a lo largo de la calle 43. Una segunda entrada en la calle 42 conduce a un gran atrio público, el primero de este tipo en un edificio de oficinas en Manhattan. El atrio contiene un arreglo del paisajista Dan Kiley e incluye plantas, arbustos, árboles y enredaderas. La mayoría de las oficinas del edificio están al norte y al oeste del atrio y son visibles desde otras oficinas del edificio.
El edificio fue encargado para la Fundación Ford, entonces la fundación privada más grande de Estados Unidos, después de que Henry Heald convirtiera en presidente de la fundación. El edificio se anunció en 1963 y se completó en 1968 en el antiguo emplazamiento del Hospital for the Ruptured and Crippled. Entre 2015 y 2018, el Ford Foundation Building se sometió a un importante proyecto de renovación y restauración. El edificio ha sido aclamado por la crítica por su diseño, tanto después de su finalización como después de la renovación. El inmueble y su atrio se convirtieron en hitos designados de la ciudad de Nueva York en 1997.

## Sitio
El edificio está en el lado sur de la calle 43, en el medio de la cuadra entre la Primera Avenida al este y la Segunda al oeste. Tiene direcciones en 321 East 42nd Street al sur y 320 East 43rd Street al norte, aunque la entrada de la 43 es la principal. El sitio mide 61 por 61 metros (m), de los cuales ocupa un área de 54,9 por 53. El Hospital for Ruptured and Crippled Children (hoy Hospital for Special Surgery ) ocupaba anteriormente la trama.
El edificio está a menos de una cuadra al oeste de la sede de las Naciones Unidas y está rodeado por el desarrollo de la Tudor City. El Daily News Building se encuentra en diagonal a través de la calle 42 y la Segunda Avenida hacia el suroeste.
La 43 es una calle de un solo sentido que desciende desde Tudor City hasta el resto de la red de Manhattan. Debido a la cuadrícula de calles del área, los vehículos que viajan al edificio deben viajar hacia el este por la calle 41 desde la Segunda Avenida, luego girar hacia Tudor City Plaza (que cruza la calle 42) y luego girar nuevamente hacia la calle 43. Esto crea un enfoque "escénico" para la entrada principal. Un crítico de arquitectura dijo que la complicada ruta de acceso "no fue un accidente, sino una invención consciente". Kevin Roche, uno de los arquitectos, afirmó que se pretendía que el enfoque del edificio fuera similar al de un entorno rural. 

## Diseño
El edificio tiene 12 pisos de altura y alcanza los 53 m. Fue diseñado por Eero Saarinen Associates (rebautizado como Roche-Dinkeloo en 1966), compuesto por Kevin Roche y John Dinkeloo, quienes se hicieron cargo de la firma después de que su homónimo Eero Saarinen muriera en 1961. Roche participó principalmente en el diseño, mientras que Dinkeloo supervisó la construcción. Turner Construction fue el contratista del edificio. El diseño tenía la intención de resaltar el Ford Foundation Building como el término este de la sucesión de estructuras comerciales a lo largo de la acera norte de la calle 42.

### Forma
El edificio está ubicado a unos 3 m detrás de la línea del lote. Se eligió su altura de 12 pisos porque era la misma elevación que el segundo retranqueo más bajo en la torre de oficinas adyacente en la calle 42. Roche declaró que el edificio podría haberse construido hasta dos y media veces su tamaño final y, por lo tanto, tener más espacio de oficinas que podría alquilarse. Sin embargo, la Fundación Ford, para la que Roche Dinkeloo estaba diseñando el edificio, quería que estuviera a una altura relativamente baja como "un gesto público". Debido a la topografía del área, la entrada de la calle 42 conduce directamente al primer piso, mientras que la entrada de la calle 43 está en un nivel más alto y conduce al segundo piso. Los espacios entre las líneas del lote y las fachadas en las calles 42 y 43 contienen adoquines de ladrillo rojo-marrón.

### Fachada

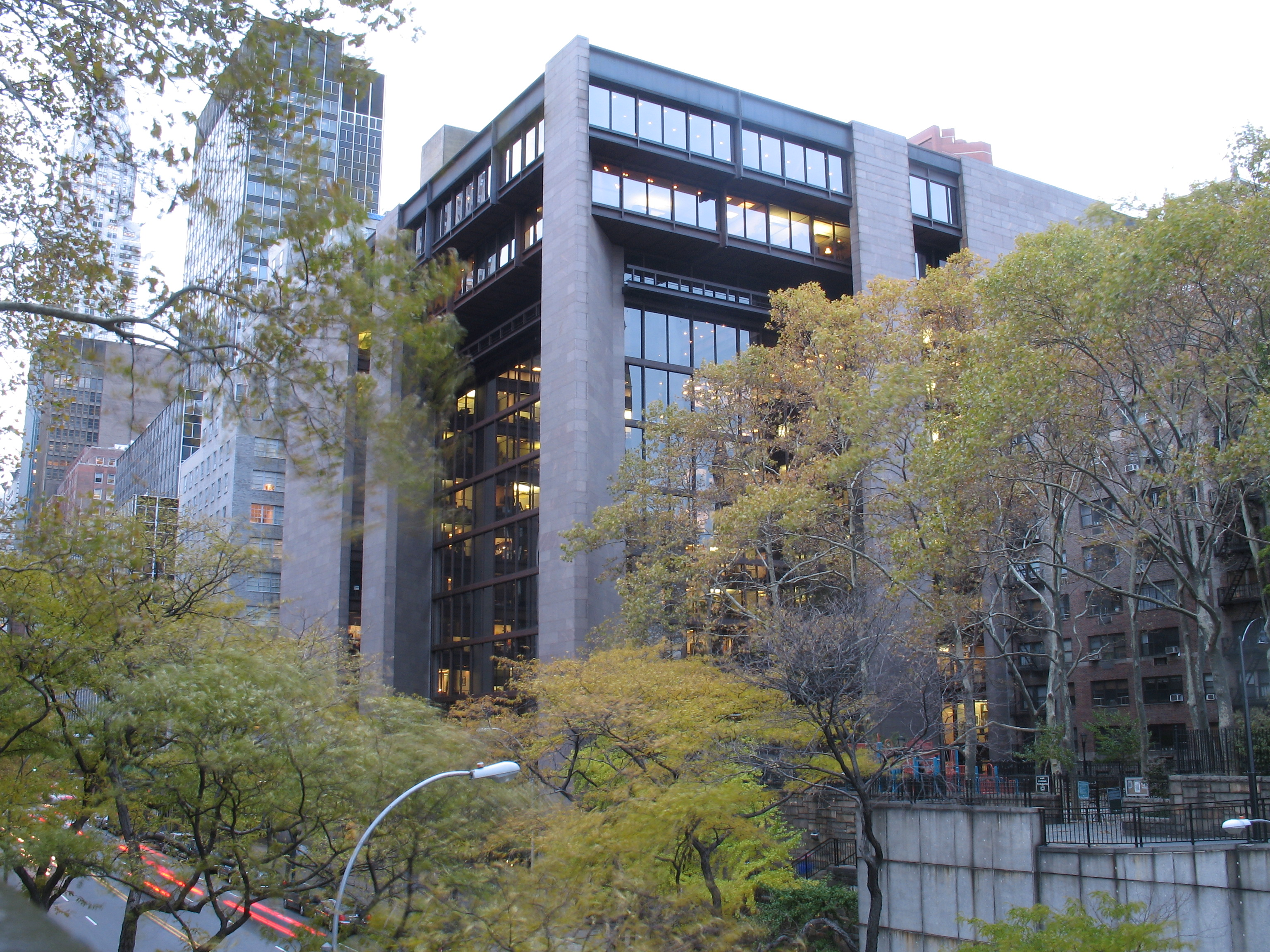
Fachada oriental, visto detrás de árboles de Sitio de Ciudad del Tudor

La fachada incluye pilares de hormigón y paredes revestidas con granito de Dakota del Sur gris-rosa o caoba. Una parte significativa de la fachada es una pared de vidrio con acero resistente a la intemperie, y se utilizaron más de 60.000 paneles en la construcción. Se decía que estos materiales "armonizaban" con las fachadas de ladrillo rojo de Tudor City; aunque Roche criticó a Tudor City como "una pieza falsa de arquitectura escénica", todavía percibía que el escenario contenía "un personaje bastante agradable". El acero resistente a la intemperie se usó porque el acero estructural expuesto no estaba permitido según los códigos de seguridad contra incendios de la ciudad en ese momento. El edificio contenía tres grandes pilares diagonales de granito, orientados de noroeste a sureste en un ángulo de 45 grados con la calle; Roche dijo que estos estaban destinados a dar a los visitantes la impresión de que estaban "parcialmente en el edificio" incluso antes de entrar. El diseño diferenciaba entre materiales de vano y de soporte, empleando hormigón armado para las estructuras de soporte o masa simple, y usando acero para las secciones del edificio que sobresalían de otros espacios.
La elevación sur está en la calle 42. La parte occidental de esta fachada es una losa de granito sin ventanas. La parte oriental consta de dos grandes pilares de granito: uno en el centro de la fachada y otro en la esquina sureste. En la sección este de la fachada, los pisos primero al décimo tienen una pared de vidrio empotrada, mientras que los pisos undécimo y duodécimo están empotrados a una profundidad menor y son llevados sobre este hueco por un recinto de paredes de vidrio con una viga en I en la parte superior. El duodécimo piso sobresale más que el undécimo, y una pasarela cuelga debajo del undécimo piso. Una puerta giratoria está entre los dos pilares diagonales, y hay un juego adicional de puertas en el espacio entre el pilar central y la sección occidental de la fachada.
La elevación este se enfrenta a la ciudad de Tudor. Es similar a la elevación de la calle 42: la sección norte está revestida con granito, mientras que la sección sur es una pared de vidrio empotrada, y hay un muelle orientado en diagonal en el centro de la fachada. El muelle de la esquina sureste no mira hacia la elevación este. Los pisos undécimo y duodécimo, así como la pasarela, también están empotrados en menor medida que los pisos primero al décimo.
La elevación norte está en la calle 43. La parte más oriental de la fachada es una losa de granito sin ventanas. El resto de la fachada se compone de oficinas acristaladas entre cuatro estrechos pilares de granito que dividen las ventanas en tres vanos verticales. La entrada del segundo piso está empotrada significativamente hacia adentro, creando una porte-cochère pavimentada con ladrillos detrás de los cuatro pilares. Hay dos puertas dobles de latón en esta entrada. Los pisos tercero y cuarto también están empotrados, pero a una escala progresivamente más pequeña, y los pisos undécimo y duodécimo también están ligeramente empotrados.
La elevación occidental se enfrenta a un camino de entrada privado. Está revestido de granito, con un estrecho tramo de ventanas y dos tramos de ventana más anchos de norte a sur. Este camino de entrada privado también tiene adoquines de ladrillo, un muelle de carga y entradas de servicio y garaje.

### Características

#### Atrio

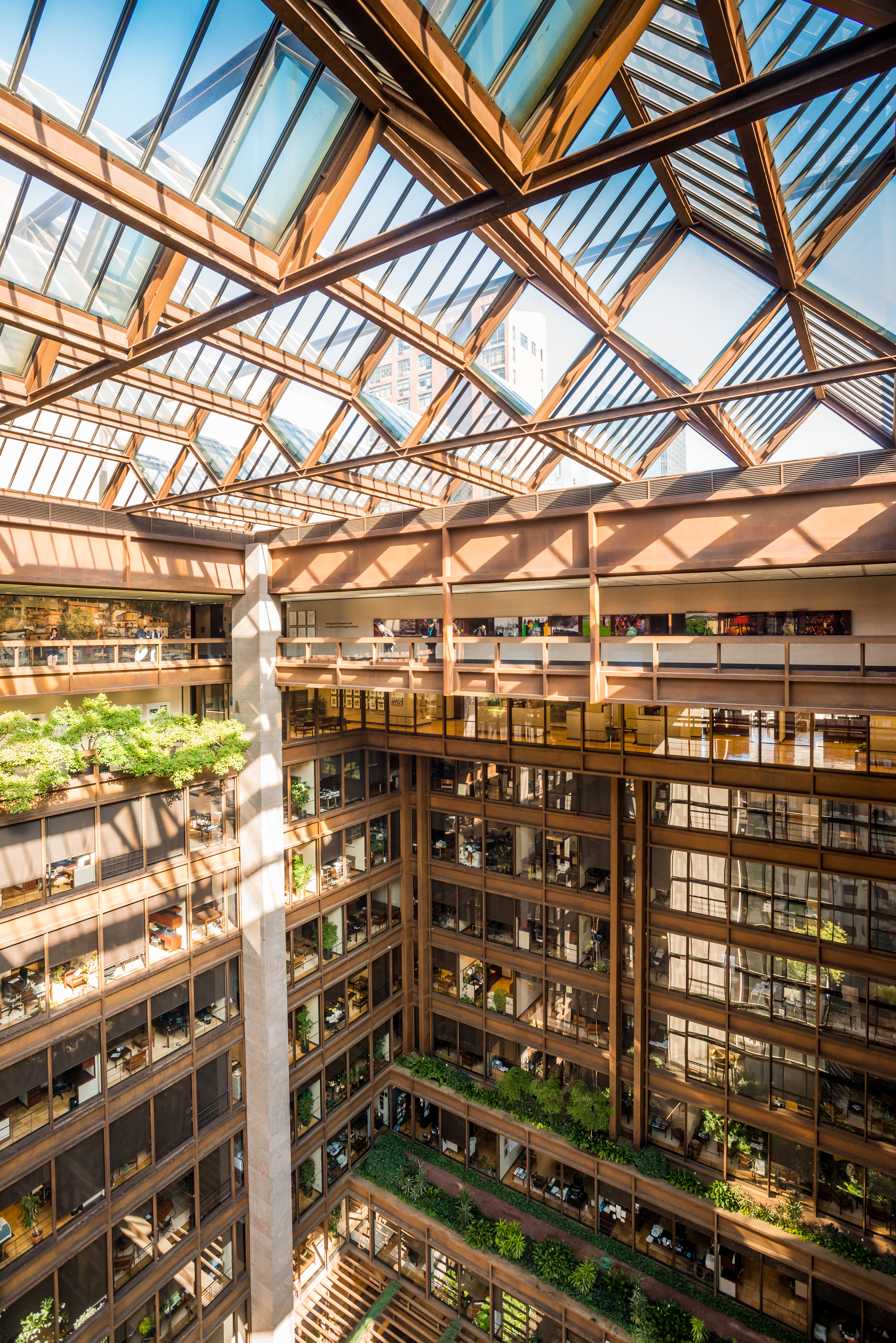
Atrio con jardín

El edificio incluye 0,1 ha   atrio público con un techo de 488 m alto. El jardín dentro del atrio fue diseñado por Dan Kiley, uno de los colaboradores frecuentes de Saarinen. El jardín contiene una serie de niveles que se inclinan desde la calle 42 a la 43, con un cambio de elevación de 4 m. Como se dispuso originalmente, el atrio tenía 18 plantas acuáticas en una piscina, 37 árboles, 148 enredaderas, 999 arbustos y 22.000 plantas de cobertura del suelo. Kiley transportó algunas plantas de eucalipto de California con la expectativa finalmente no realizada de que crecerían 24,4 m. Las plantaciones se organizaron alrededor de una fuente cuadrada ubicada en el centro. 
Debido a la concentración de rascacielos en los alrededores, se utilizó luz artificial para iluminar el jardín. El atrio estaba originalmente iluminado por 76 focos en el undécimo piso y 43 luces a nivel del suelo, aunque estas luces fueron reemplazadas posteriormente. Varios pilares de granito Dakota sostienen un techo de vidrio sobre el atrio, y los caminos están hechos de adoquines de ladrillo rojo-marrón. Un techo de vidrio compuesto de paneles en forma de "dientes de sierra" en forma de invernadero se encuentra sobre el atrio.
El diseño enfatizó la diferencia entre el vestíbulo y su atrio. Se puede acceder más fácilmente al vestíbulo desde la calle 43 y contiene los vestíbulos de los ascensores, ubicados cerca de la esquina noroeste del edificio. El atrio, por el contrario, es más fácilmente accesible desde la calle 42. En el lado occidental del atrio hay una escalera que conecta el vestíbulo y el atrio. También hay varias escaleras más pequeñas, senderos inclinados y un ascensor para sillas de ruedas que conectan los diferentes niveles del jardín.
El atrio público contrastaba con las estructuras contemporáneas de estilo internacional, que tenían plazas fuera de sus respectivos edificios. La vegetación evocaba el pequeño parque dentro de Tudor City al este. Roche declaró en 1963 que no se había construido un jardín interior en un edificio contemporáneo, pero cuando fue entrevistado más tarde, afirmó que tales jardines se habían vuelto más comunes. El atrio sigue siendo de acceso público, en contraste con otros espacios públicos en edificios alrededor de la ciudad, que fueron cerrados después de los ataques del 11 de septiembre en el Lower Manhattan en 2001.

#### Otros espacios interiores
Los interiores fueron diseñados por Warren Platner. Casi todas las piezas metálicas decorativas del edificio estaban hechas de latón para dar la impresión de que eran de oro. Se colocaron alfombras de lana en el suelo de roble y se utilizaron muebles de cuero y caoba.
La mayoría de los pisos del edificio se diseñaron con espacio utilizable solo en los lados norte y oeste del edificio. Las porciones norte de los pisos cuarto al sexto están ligeramente retranquedadas detrás de los pisos debajo de ellos, creando tres terrazas que dan al atrio. Se colocaron jardineras encima de las terrazas. Los espacios fueron diseñados específicamente para tener oficinas que dan al atrio o al exterior en la calle 43. Roche dijo que "será posible en este edificio mirar al otro lado de la cancha y ver a su prójimo [... ] Habrá un conocimiento total de las actividades de la fundación". Las oficinas y los pasillos que daban al atrio tenían puertas correderas. Se utiliza acero resistente a la intemperie para enmarcar las paredes de vidrio que dan al atrio, y vigas en I sostenían cada piso.
Los pisos undécimo y duodécimo tienen espacio útil en los cuatro lados del edificio, con un plano abierto en los cuatro lados. En el centro de estos pisos hay aberturas cuadradas que dan al atrio. Los pisos undécimo y duodécimo sobresalen de los pisos inferiores y del atrio. Como se diseñó originalmente, el undécimo piso tenía un balcón de 39,6 m que sobresalía del atrio, que conducía a una sala de recepción con paneles de caoba en las paredes que ocultaban archivadores. La suite del director ejecutivo era de 83,1 m², que contiene una despensa y un baño. Otra puerta conducía a una sala de conferencias que podía acomodar a 40 personas alrededor de una mesa de 3,7 m con superficie de cuero.
Según los planos, los ascensores y un juego de escaleras de emergencia están ubicados en el lado oeste del edificio, cerca de la esquina noroeste. Otro conjunto de escaleras de emergencia se encuentran en la esquina noreste. También hay escaleras de emergencia dentro de los pilares diagonales en los lados este y sur del edificio, en los extremos de las alas norte y oeste, respectivamente. Además, hay un auditorio y una sala de conferencias en el sótano. Este auditorio contiene un tapiz de Sheila Hicks. Hay 5.000 m² de espacio para eventos que se puede alquilar para eventos, así como una galería de arte y espacio de oficina que se puede alquilar a otras organizaciones.

## Historia

### Planificación y construcción

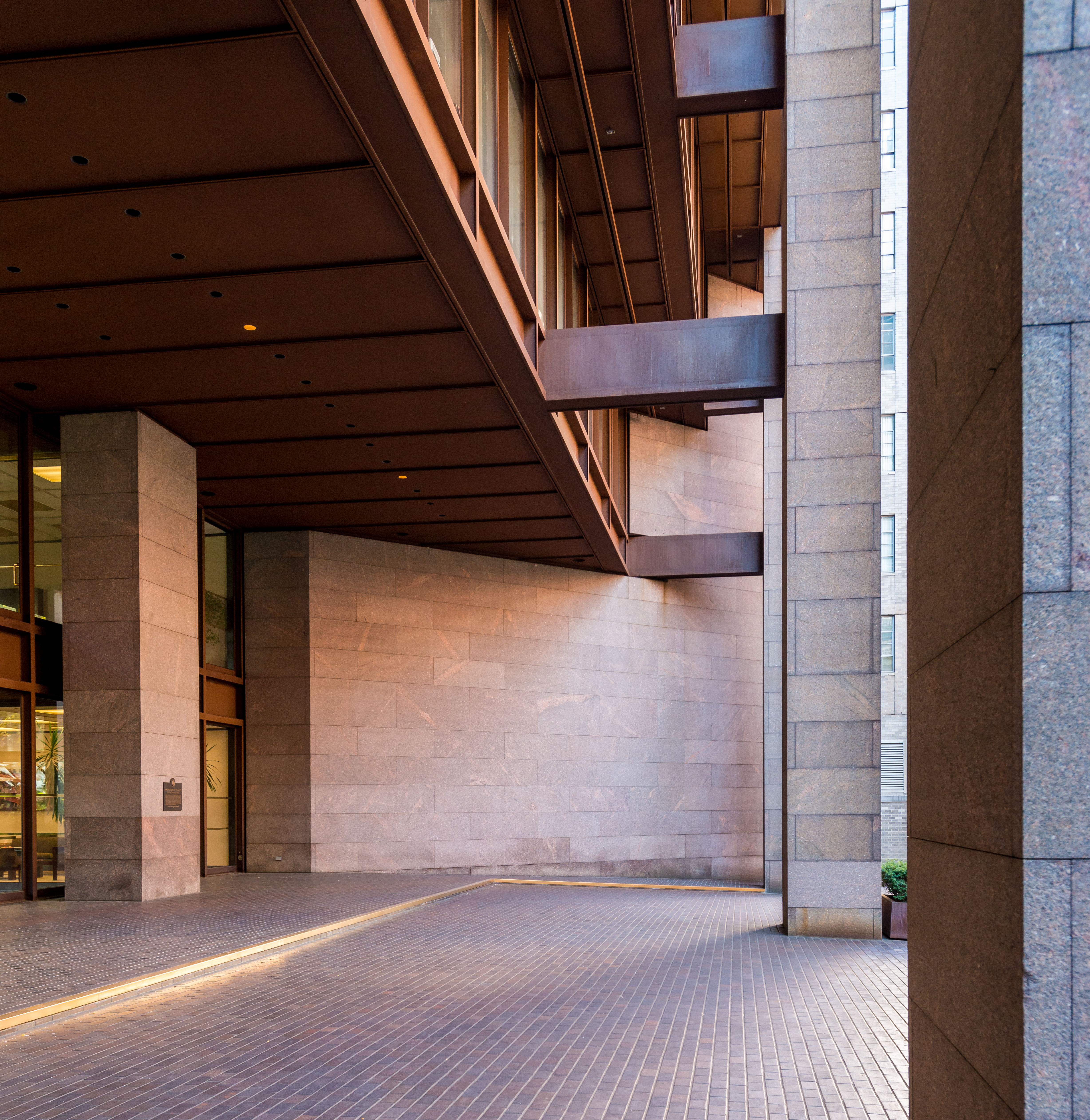
Entrada de la calle 43

La Fundación Ford se estableció en Michigan en 1936 como una fundación para la familia de Henry Ford, quien había fundado Ford Motor Company. En 1949, después de un informe de Horace Rowan Gaither, la fundación se reorganizó para centrarse en las mejoras económicas, la educación, la libertad y la democracia, el comportamiento humano y la paz mundial. En 1950, era la fundación privada más grande de los Estados Unidos, y sus activos estaban valorados en unos 474 millones de dólares. La fundación tenía sus oficinas principales en Pasadena (California) y oficinas satélites en Detroit y la ciudad de Nueva York. La oficina de Nueva York estaba ubicada en 477 Madison Avenue, donde la fundación alquiló nueve pisos. En 1953, la ubicación de Nueva York se convirtió en la oficina principal cuando la oficina de Pasadena cerró, y la fundación arrendó tres pisos más en 477 Madison Avenue al año siguiente. Las actividades de la fundación se modificaron en 1962 para centrarse en la educación, los asuntos públicos, económicos e internacionales, así como en las artes y las ciencias.
En 1963, la fundación compró un terreno frente a las calles 42 y 43 para su sede. En ese momento, era relativamente raro que las fundaciones privadas construyeran sedes que fueran muy publicitadas. Sin embargo, el presidente de la fundación en ese momento, Henry Townley Heald, había dirigido anteriormente el Instituto de Tecnología de Illinois, donde había supervisado la construcción de un nuevo campus. Los planes finales para el edificio de la Fundación Ford se anunciaron en septiembre de 1964. El edificio tenía un costo de 10 millones de dólares y sería diseñado por Joseph N. Lacy, John Dinkeloo y Kevin Roche de Eero Saarinen Associates. En ese momento, la construcción debía comenzar el próximo mes y terminar en 1966. Durante la construcción, en abril de 1967, una grúa de construcción cayó sobre la calle 42 e hirió a cuatro personas. El edificio se inauguró el 8 de diciembre de 1967. Su construcción había costado alrededor de 16 millones de dólares.

### Uso
Debido al diseño de las paredes de vidrio del edificio, era difícil para los limpiadores de ventanas limpiar la estructura, ya que solo podían acceder a la fachada desde el suelo. Como tal, inicialmente solo se pudieron limpiar las ventanas en los dos pisos más bajos. El New York State Board of Standards and Appealsk, que supervisó las operaciones de lavado de ventanas de los edificios del estado, se negó a aprobar un plan para limpiar las ventanas del edificio, por lo que estas acumularon polvo durante los primeros dos años después de la finalización. Después de que la Fundación modificara la ubicación de las terminales de lavado de ventanas por razones de seguridad, dicha entidad aprobó un plan de lavado de ventanas en 1969.
El edificio estaba destinado a proporcionar oficinas para 600 trabajadores. En 1975, durante la recesión de esos años, la Fundación Ford anunció que despediría a la mitad de sus empleados debido a pérdidas de cartera y que consideraría alquilar espacio de oficinas. Las subvenciones de la fundación disminuyeron significativamente durante la recesión, de 197 millones de dólares en 1973 a 75,8 millones en 1979, aunque siguió siendo la fundación privada más grande de Estados Unidos. Cuando Franklin A. Thomas se convirtió en director ejecutivo de la fundación en 1979, varios rumores sobre su oficina en el edificio circulaba, incluso que había instalado jardineras en las ventanas fuera de su oficina, o que había solicitado que todas las oficinas del décimo piso, excepto la suya, fueran desocupadas.
En 2015, la Fundación Ford anunció que el edificio sería renovado como parte de un proyecto de 190 millones de dólares. El gobierno de la ciudad descubrió que la estructura violaba varios códigos de construcción, y el edificio se volvería respetuso con el medio ambiente y cumpliría con la Ley de Estadounidenses con Discapacidades de 1990. Debido a que el edificio era un hito oficial de la ciudad, la Comisión de Preservación de Monumentos Históricos de la Ciudad de Nueva York tuvo que aprobar los planos, y lo hizo en abril de 2016. Durante la renovación, la fundación se trasladó a oficinas temporales cercanas. Darren Walker, presidente de la Fundación Ford, quería que se conservaran tantos elementos de la estructura original como fuera posible, aunque se eliminaría la suite presidencial para crear un entorno menos imponente. La renovación también agregó algo de espacio para eventos. La firma de arquitectura Gensler completó el proyecto a fines de 2018 a un costo final de 205 millones de dólares. Una vez finalizada la renovación, el edificio se hizo conocido como el Ford Foundation Center for Social Justice, lo que refleja el hecho de que la renovación había agregado espacio para los grupos de justicia social.

## Recepción crítica y estado histórico

### Recepción crítica

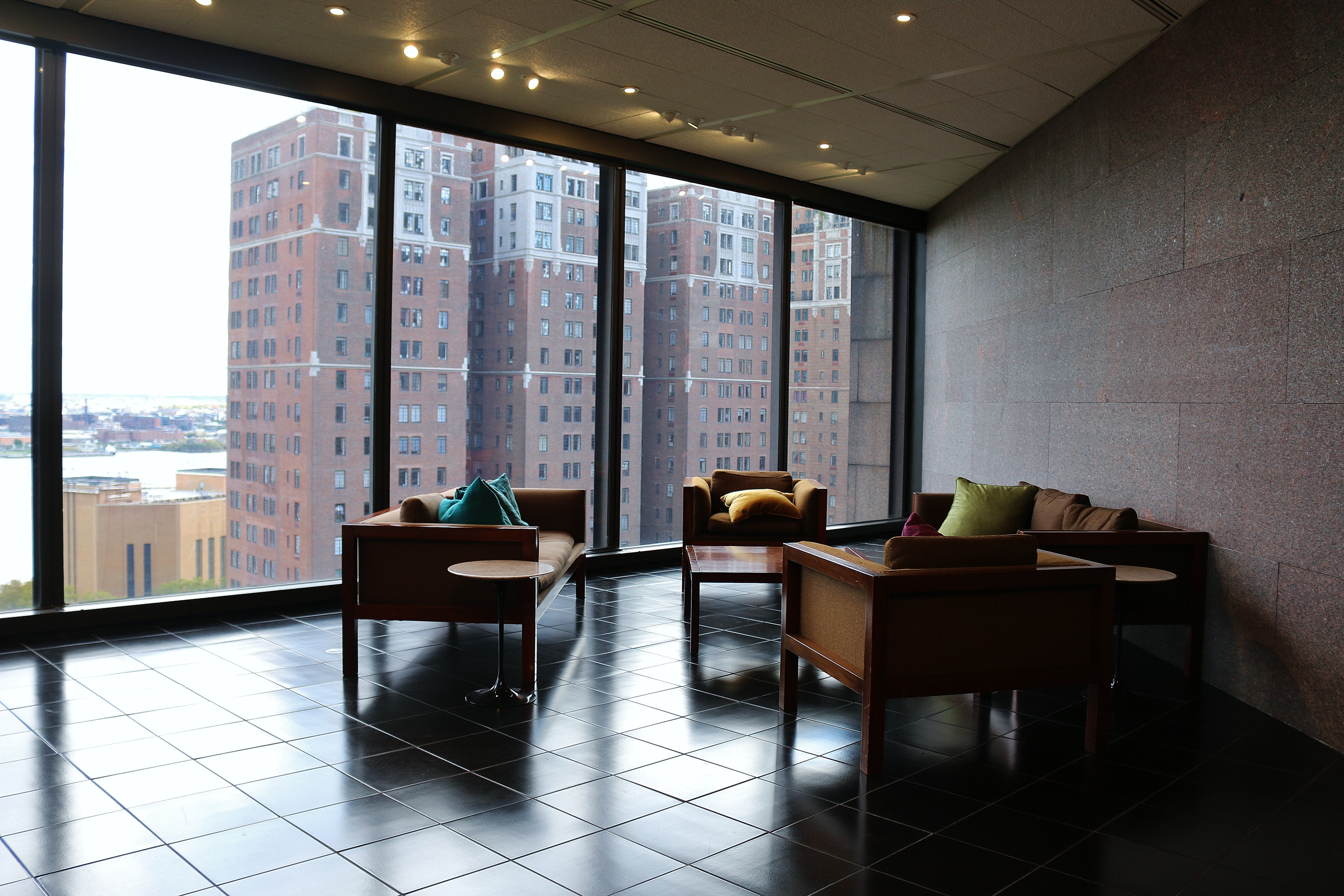
Una oficina que da al exterior en el lado este del edificio.

El diseño del edificio se alejó del de las principales sedes corporativas, y varios críticos lo notaron. Un observador, James Burns Jr., dijo que "este edificio no podría ni habría sido construido por una corporación", citando el Seagram Building, Lever House y CBS Building como ejemplos de estructuras corporativas con diseños distintivos. Los críticos de arquitectura elogiaron el edificio de la Fundación Ford como símbolo. Paul Goldberger dijo que la presencia del edificio "beneficia [...] a toda la ciudad", William Zinsser lo describió como "un acto de fe en medio de la ruina", y Ada Louise Huxtable lo llamó "gesto cívico de belleza y excelencia". Otro crítico de The New York Times dijo que "el concepto de diseño es un cambio fresco y radical desde la caja de cristal de cuatro lados". El crítico Jonathan Barnett describió la forma de cubo del edificio como "un antiguo símbolo de poder" similar al utilizado en las instituciones religiosas. Según el New York Times, el edificio de la Fundación Ford "estableció [Roche] firmemente como diseñador por su cuenta", donde anteriormente su trabajo se había asociado principalmente con Saarinen.
El atrio también fue objeto de elogios de la crítica e inspiró la inclusión de jardines interiores en otros edificios de la ciudad. Goldberger llamó al atrio "uno de los espacios interiores más espectaculares de la ciudad", y Barnett lo describió como "un regalo tremendamente generoso" para la ciudad. Vincent Scully caracterizó la estructura como de "escala militar" con un "jardín interior sultanico". Un crítico de la revista británica Country Life dijo que el atrio, una de las relativamente pocas áreas verdes en Midtown Manhattan, probablemente inspiró entusiasmo por la apertura de la sede. Otro crítico de la revista Interiors calificó el atrio como "increíblemente interesante de explorar", mientras que Huxtable lo describió como "probablemente uno de los entornos más románticos jamás ideados por un empresario". Algunas publicaciones, como la primera edición de la AIA Guide to New York Cityy la revista Interiors, caracterizaron el atrio como práctico, en el sentido de que proporcionaba aire fresco a las oficinas. En el momento de la finalización del edificio, no había una guía de zonificación específica con respecto a los espacios públicos interiores en Nueva York. Más tarde, el gobierno de la ciudad tuvo que introducir códigos de zonificación específicamente para áreas públicas interiores.
Después de la renovación de 2018, Archpaper dijo que "nunca sabrías que el edificio nítido y limpio de 38.554 mø se sentía más oscuro y más pequeño hace solo cuatro años" La revista Metropolis dijo: "La reinvención es refrescantemente moderada y en consonancia con el aspecto y la sensación originales hechos a medida de Roche Dinkeloo". Un reportero del Times declaró que el diseño antes de la renovación había sido "una versión de la era de Mad Men de un Gesamtkunstwerk, una obra de arte completa". Después de la muerte de Roche al año siguiente, Goldberger dijo en el Times que el diseño del edificio "unía sus formas y materiales favoritos —grandes cantidades de vidrio, mampostería enfática y acero oscuro Cor-ten— con la elegancia del jardín interior [de Kiley]".
El diseño también ganó varios elogios arquitectónicos. En 1968, el Ford Foundation Building y Paley Park compartieron un Premio Cívico Albert S. Bard, distribuido a estructuras que exhibían "excelencia en arquitectura y diseño urbano". Además, el edificio ganó el premio Twenty-five Year Award de la AIA en 1995. Un año antes de que el edificio se convirtiera en un hito de la ciudad en 1997, el arquitecto Robert AM Stern describió el Edificio de la Fundación Ford como uno de sus favoritos de una lista de 35 estructuras que pensó que deberían tener el estatus de hito de la ciudad.

### Estado de referencia
El exterior y el atrio del edificio se convirtieron en puntos de referencia designados por la ciudad de Nueva York el 21 de octubre de 1997. La Comisión de Preservación de Monumentos Históricos calificó el edificio como "uno de los edificios modernos más exitosos y admirados que surgieron en Nueva York después de la Segunda Guerra Mundial". Durante varios años después, fue el edificio más reciente en tener el estatus de hito de la ciudad, habiéndose completado apenas 30 años antes de su designación.   El diseño del Ford Foundation Building, así como la riqueza de su homónimo, preservaron el edificio durante principios del siglo XXI, cuando varias otras estructuras de la década de 1960 de Roche y otros arquitectos estaban siendo destruidas. A pesar de esto, Roche solo visitó el edificio "tres o cuatro veces" en las cuatro décadas posteriores a su finalización.